# کارسینوم مدولاری
کارسینوم مدولاری (به انگلیسی: Medullary carcinoma) به یکی از چندین توموری گفته می‌شود که منشأ آنها از بافت پوششی است. مقصود از واژهٔ «مدولاری»، لایهٔ میانی برخی اعضای بدن است و کارسینوم مدولاری بدین معناست که تومور مورد نظر، از لایهٔ میانی عضوِ مورد نظر ایجاد شده‌است.
معمولاً کارسینوم مدولاری به یکی از دو سرطان زیر اشاره دارد
- سرطان مدولاری تیروئید
- کارسینوم مدولاری پستان

گاهی نیز کارسینوم مدولاری ممکن است به وجود تومور در موارد زیر اشاره داشته باشد:
- آمپول واتر
- کیسه صفرا
- کلیه (کارسینوم مدولاری کلیه)
- روده بزرگ
- لوزالمعده
- معده